# Tomis (genere)
Tomis F. O. Pickard-Cambridge, 1901 è un genere di ragni appartenente alla famiglia Salticidae.

## Distribuzione
Le 15 specie sono diffuse nelle Americhe, prevalentemente nelle isole Galapagos (6 specie) e nell'America meridionale (6 specie); infine una specie negli USA e due in America centrale: la specie dall'areale più ampio è la T. palpalis, rinvenuta in Messico, Argentina e Paraguay.

## Tassonomia
Per la descrizione delle caratteristiche di questo genere sono stati esaminati gli esemplari tipo di T. palpalis F. O. Pickard-Cambridge, 1901.
Il genere è stato ritenuto un sinonimo di Sitticus Simon, 1901 a seguito di un lavoro dell'aracnologa Galiano (1991a). Poi è stato rivalidato come genere a sé da un lavoro di Maddison et al., del 2020, ed ha assorbito in sé anche l'ex-genere Pseudattulus Caporiacco, 1947.
Non sono stati esaminati esemplari di questo genere dal 2021.
Attualmente, a gennaio 2022, si compone di 15 specie:
- Tomis beieri (Caporiacco, 1955) — Venezuela
- Tomis canus Galiano, 1977 — Perù
- Tomis kratochvili (Caporiacco, 1947) — Venezuela, Guyana
- Tomis manabita Maddison, 2020 — Ecuador
- Tomis mazorcanus (Chamberlin, 1920) — Perù
- Tomis mona (Bryant, 1947) — Portorico
- Tomis palpalis F. O. Pickard-Cambridge, 1901[2] — Messico, Paraguay, Argentina
- Tomis pavidus (Bryant, 1942) — isole Vergini
- Tomis phaleratus (Galiano & Baert, 1990) — Ecuador (isole Galapagos)
- Tomis pintanus (Edwards & Baert, 2018) — Ecuador (isole Galapagos)
- Tomis tenebricus (Galiano & Baert, 1990) — Ecuador (isole Galapagos)
- Tomis trisetosus (Edwards & Baert, 2018) — Ecuador (isole Galapagos)
- Tomis uber (Galiano & Baert, 1990) — Ecuador (isole Galapagos)
- Tomis vanvolsemorum (Baert, 2011) — Ecuador (isole Galapagos)
- Tomis welchi (Gertsch & Mulaik, 1936) — USA

### Sinonimi
- Tomis cabellensis Proszinski, 1971; posta in sinonimia con T. kratochvili a seguito di un lavoro di Ruiz & Brescovit (2005b)[1].
- Tomis incertus Caporiacco, 1955; posta in sinonimia con T. kratochvili a seguito di un lavoro di Ruiz, Brescovit & Lise del 2007[1].
- Tomis jonesae Bryant, 1948; posta in sinonimia con T. palpalis a seguito di un lavoro dell'aracnologa Galiano (1991a)[1].